# Finnveden AB
Finnveden AB  var ett svenskt börsnoterat verkstadsindustriföretag med säte i Värnamo kommun. Det var leverantör till komponenter till fordonsindustrin samt av fästelement (skruvar, muttrar, nitar) genom dotterbolagen Bufab och Bulten. 
Finnveden börsnoterades 1983 och var på Stockholmsbörsens A-lista 1985–1992 och 1995–2005. Företaget köptes 2005 av Nordic Capital och avnoterades. Finnveden köpte en minoritetsandel i Bufab 1986 och övertog företaget helt 1991.
Verksamheten inom affärsområdet "Powertrain components" såldes 2007 till italienska Gnutti Carlo S.p.A.
År 2011 bytte Finveden namn till FinnvedenBulten och noterades på Stockholmsbörsen. FinnvedenBulten namnändrades 2014 till Bulten AB. Det tidigare dotterbolaget Bufab är sedan 2014 åter listat på Stockholmsbörsen. 

## Företag förvärvade av Finnveden i urval[4]
- 1986 Skoglunds Fabriks AB i Gnosjö
- 1991 Bufab
- 1997 AGÅ Maskiner i Reftele
- 1998 LPI Precision AB, inklusice Gjutal i Hultsfred
- 1999 Mekanoverken i Forsheda
- 1999 GMF (Gunnar Mattson Frost) i Mora
- 2000 Volvo PV:s norra fabrik i Olofström
- 2001 Bulten (som avnoteras från Stockholmsbörsen)